# پروانه‌ماهی شوران
پروانه‌ماهی شوران (نام علمی: Chaetodon trifascialis) نام یک گونه از تیره پروانه‌ماهی است.